# 北美电话区号740和220
区号740和220是北美电话号码计划（NANP）中覆盖俄亥俄州东南部和中部地区的电话区号。虽然它是俄亥俄州内覆盖地理面积最大的区号，但俄亥俄州东南部主要是农村地区，总体而言，除了哥伦布市附近的地区外，居民人数少于该州其他地区。

## 历史
区号740建立于1997年9月11日；它于1997年11月8日从区号614中分拆出来。2013年11月7日，740区号被宣布将在2015年的某个时段用尽所有号码。俄亥俄州公用事业委员会选择添加重叠电话区号220来解决这一问题，自2015年4月22日起生效。这使得该区域内所有电话呼叫都必须使用完整的十位电话号码拨打。